# 17e étape du Tour d'Italie 2014
Pour un article plus général, voir Tour d'Italie 2014.
La 17e étape du Tour d'Italie 2014 s'est déroulée le mercredi 28 mai 2014. Longue de 208 km, elle voit les coureurs partir de Sarnonico et arriver à Vittorio Veneto.

## Résultats

### Classement de l'étape
|    | Coureur          | Pays      | Équipe                  |    | Temps           |
| -- | ---------------- | --------- | ----------------------- | -- | --------------- |
| 1  | Stefano Pirazzi  | Italie    | Bardiani CSF            | en | 4 h 38 min 11 s |
| 2  | Tim Wellens      | Belgique  | Lotto-Belisol           |    | 0 s             |
| 3  | Jay McCarthy     | Australie | Tinkoff-Saxo            |    | 0 s             |
| 4  | Thomas De Gendt  | Belgique  | Omega Pharma-Quick Step |    | 0 s             |
| 5  | Matteo Montaguti | Italie    | AG2R La Mondiale        |    | 0 s             |
| 6  | Jussi Veikkanen  | Finlande  | FDJ.fr                  |    | 28 s            |
| 7  | Simon Geschke    | Allemagne | Giant-Shimano           |    | 28 s            |
| 8  | Fabio Felline    | Italie    | Trek Factory Racing     |    | 28 s            |
| 9  | Marco Canola     | Italie    | Bardiani CSF            |    | 28 s            |
| 10 | Serge Pauwels    | Belgique  | Omega Pharma-Quick Step |    | 28 s            |

### Points attribués
|    | Cycliste         | Pays      | Équipe                       | Points |
| -- | ---------------- | --------- | ---------------------------- | ------ |
| 1  | Tim Wellens      | Belgique  | Lotto-Belisol                | 20     |
| 2  | Matteo Montaguti | Italie    | AG2R La Mondiale             | 16     |
| 3  | Thomas De Gendt  | Belgique  | Omega Pharma-Quick Step      | 12     |
| 4  | Marco Frapporti  | Italie    | Androni Giocattoli-Venezuela | 9      |
| 5  | Jay McCarthy     | Australie | Tinkoff-Saxo                 | 7      |
| 6  | Nicola Boem      | Italie    | Bardiani CSF                 | 6      |
| 7  | Fabio Felline    | Italie    | Trek Factory Racing          | 4      |
| 8  | Stefano Pirazzi  | Italie    | Bardiani CSF                 | 3      |
| 9  | Philip Deignan   | Irlande   | Sky                          | 2      |
| 10 | Damiano Cunego   | Italie    | Lampre-Merida                | 1      |

|    | Cycliste          | Pays      | Équipe                       | Points |
| -- | ----------------- | --------- | ---------------------------- | ------ |
| 1  | Stefano Pirazzi   | Italie    | Bardiani CSF                 | 50     |
| 2  | Tim Wellens       | Belgique  | Lotto-Belisol                | 40     |
| 3  | Jay McCarthy      | Australie | Tinkoff-Saxo                 | 34     |
| 4  | Thomas De Gendt   | Belgique  | Omega Pharma-Quick Step      | 28     |
| 5  | Matteo Montaguti  | Italie    | AG2R La Mondiale             | 25     |
| 6  | Jussi Veikkanen   | Finlande  | FDJ.fr                       | 22     |
| 7  | Simon Geschke     | Allemagne | Giant-Shimano                | 20     |
| 8  | Fabio Felline     | Italie    | Trek Factory Racing          | 18     |
| 9  | Marco Canola      | Italie    | Bardiani CSF                 | 16     |
| 10 | Serge Pauwels     | Belgique  | Omega Pharma-Quick Step      | 14     |
| 11 | Nicola Boem       | Italie    | Bardiani CSF                 | 12     |
| 12 | Daniel Oss        | Italie    | BMC Racing                   | 10     |
| 13 | Marco Frapporti   | Italie    | Androni Giocattoli-Venezuela | 8      |
| 14 | Jos van Emden     | Pays-Bas  | Belkin                       | 7      |
| 15 | Lars Ytting Bak   | Danemark  | Lotto-Belisol                | 6      |
| 16 | Philip Deignan    | Irlande   | Sky                          | 5      |
| 17 | Enrico Gasparotto | Italie    | Astana                       | 4      |
| 18 | Alberto Losada    | Espagne   | Katusha                      | 3      |
| 19 | Matteo Bono       | Italie    | Lampre-Merida                | 2      |
| 20 | Oscar Gatto       | Italie    | Cannondale                   | 1      |

### Cols et côtes
|   | Cycliste        | Pays     | Équipe                  | Points |
| - | --------------- | -------- | ----------------------- | ------ |
| 1 | Tim Wellens     | Belgique | Lotto-Belisol           | 3      |
| 2 | Stefano Pirazzi | Italie   | Bardiani CSF            | 2      |
| 3 | Thomas De Gendt | Belgique | Omega Pharma-Quick Step | 1      |

|   | Cycliste         | Pays     | Équipe                  | Points |
| - | ---------------- | -------- | ----------------------- | ------ |
| 1 | Tim Wellens      | Belgique | Lotto-Belisol           | 3      |
| 2 | Davide Malacarne | Italie   | Europcar                | 2      |
| 3 | Thomas De Gendt  | Belgique | Omega Pharma-Quick Step | 1      |

| - Mur de Ca' del Poggio, 4e catégorie (km 188) \| \| Cycliste \| Pays \| Équipe \| Points \| \| - \| --------------- \| -------- \| ----------------------- \| ------ \| \| 1 \| Thomas De Gendt \| Belgique \| Omega Pharma-Quick Step \| 3 \| \| 2 \| Stefano Pirazzi \| Italie \| Bardiani CSF \| 2 \| \| 3 \| Oscar Gatto \| Italie \| Cannondale \| 1 \| |                 |          |                         |        |
| | Cycliste        | Pays     | Équipe                  | Points |
| 1 | Thomas De Gendt | Belgique | Omega Pharma-Quick Step | 3      |
| 2 | Stefano Pirazzi | Italie   | Bardiani CSF            | 2      |
| 3 | Oscar Gatto     | Italie   | Cannondale              | 1      |

## Classements à l'issue de l'étape

### Classement général
|    | Cycliste           | Pays      | Équipe                  |    | Temps            |
| -- | ------------------ | --------- | ----------------------- | -- | ---------------- |
| 1  | Nairo Quintana     | Colombie  | Movistar                | en | 73 h 05 min 31 s |
| 2  | Rigoberto Urán     | Colombie  | Omega Pharma-Quick Step | +  | 1 min 41 s       |
| 3  | Cadel Evans        | Australie | BMC Racing              |    | 3 min 21 s       |
| 4  | Pierre Rolland     | France    | Europcar                |    | 3 min 26 s       |
| 5  | Rafał Majka        | Pologne   | Tinkoff-Saxo            |    | 3 min 28 s       |
| 6  | Fabio Aru          | Italie    | Astana                  |    | 3 min 34 s       |
| 7  | Domenico Pozzovivo | Italie    | AG2R La Mondiale        |    | 3 min 49 s       |
| 8  | Wilco Kelderman    | Pays-Bas  | Belkin                  |    | 4 min 06 s       |
| 9  | Ryder Hesjedal     | Canada    | Garmin-Sharp            |    | 4 min 16 s       |
| 10 | Robert Kišerlovski | Croatie   | Trek Factory Racing     |    | 8 min 02 s       |

### Classement par points
|   | Cycliste        | Pays   | Équipe              | Points |
| - | --------------- | ------ | ------------------- | ------ |
| 1 | Nacer Bouhanni  | France | FDJ.fr              | 251    |
| 2 | Giacomo Nizzolo | Italie | Trek Factory Racing | 225    |
| 3 | Elia Viviani    | Italie | Cannondale          | 173    |

### Classement du meilleur grimpeur
|   | Cycliste          | Pays     | Équipe              | Points |
| - | ----------------- | -------- | ------------------- | ------ |
| 1 | Julián Arredondo  | Colombie | Trek Factory Racing | 95     |
| 2 | Robinson Chalapud | Colombie | Colombia            | 69     |
| 3 | Tim Wellens       | Belgique | Lotto-Belisol       | 63     |

### Classement du meilleur jeune
|   | Cycliste       | Pays     | Équipe       |    | Temps            |
| - | -------------- | -------- | ------------ | -- | ---------------- |
| 1 | Nairo Quintana | Colombie | Movistar     | en | 73 h 05 min 31 s |
| 2 | Rafał Majka    | Pologne  | Tinkoff-Saxo | +  | 3 min 28 s       |
| 3 | Fabio Aru      | Italie   | Astana       |    | 3 min 34 s       |

### Classements par équipes

#### Classement aux temps
|   | Équipe                  | Pays     |    | Temps             |
| - | ----------------------- | -------- | -- | ----------------- |
| 1 | AG2R La Mondiale        | France   | en | 218 h 45 min 33 s |
| 2 | Omega Pharma-Quick Step | Belgique | +  | 21 min 42 s       |
| 3 | Tinkoff-Saxo            | Russie   |    | 30 min 01 s       |

#### Classement aux points
|   | Équipe                  | Pays     | Points |
| - | ----------------------- | -------- | ------ |
| 1 | Omega Pharma-Quick Step | Belgique | 265    |
| 2 | Lampre-Merida           | Italie   | 254    |
| 3 | AG2R La Mondiale        | France   | 232    |

### Autres classements
|   | Cycliste       | Pays   | Équipe                       | Points |
| - | -------------- | ------ | ---------------------------- | ------ |
| 1 | Marco Bandiera | Italie | Androni Giocattoli-Venezuela | 32     |
| 2 | Andrea Fedi    | Italie | Neri Sottoli                 | 26     |
| 2 | Elia Viviani   | Italie | Cannondale                   | 19     |

|   | Cycliste       | Pays     | Équipe        | Points |
| - | -------------- | -------- | ------------- | ------ |
| 1 | Nacer Bouhanni | France   | FDJ.fr        | 28     |
| 2 | Tim Wellens    | Belgique | Lotto-Belisol | 26     |
| 3 | Diego Ulissi   | Italie   | Lampre-Merida | 25     |

|   | Cycliste        | Pays   | Équipe              | Points |
| - | --------------- | ------ | ------------------- | ------ |
| 1 | Nacer Bouhanni  | France | FDJ.fr              | 14     |
| 2 | Diego Ulissi    | Italie | Lampre-Merida       | 10     |
| 3 | Giacomo Nizzolo | Italie | Trek Factory Racing | 7      |

|   | Cycliste           | Pays     | Équipe                       | Points |
| - | ------------------ | -------- | ---------------------------- | ------ |
| 1 | Andrea Fedi        | Italie   | Neri Sottoli                 | 608    |
| 2 | Marco Bandiera     | Italie   | Androni Giocattoli-Venezuela | 504    |
| 3 | Maarten Tjallingii | Pays-Bas | Belkin                       | 391    |

| \| \| Cycliste \| Pays \| Équipe \| Points \| \| - \| ---------------- \| ------ \| ------------- \| ------ \| \| 1 \| Nacer Bouhanni \| France \| FDJ.fr \| 14 \| \| 2 \| Diego Ulissi \| Italie \| Lampre-Merida \| 12 \| \| 3 \| Enrico Battaglin \| Italie \| Bardiani CSF \| 12 \| |                  |        |               |        |
| | Cycliste         | Pays   | Équipe        | Points |
| 1 | Nacer Bouhanni   | France | FDJ.fr        | 14     |
| 2 | Diego Ulissi     | Italie | Lampre-Merida | 12     |
| 3 | Enrico Battaglin | Italie | Bardiani CSF  | 12     |

## Abandon
Aucun.